# Simon Martin
Simon Martin es un epigrafista, historiador, escritor y mayista británico. Se le conoce por sus aportaciones al estudio y el desciframiento de la escritura utilizada por la cultura maya en la Mesoamérica precolombina. 
Es uno de los epigrafistas de la nueva generación, activos en la investigación de la civilización maya. Martin se ha especializado en las interacciones políticas y de la historia dinástica de las diversas ciudades mayas del del periodo clásico.
Fue investigador asociado en el Instituto de Arqueológía de la University College de Londres. Martin tiene un puesto en el Museo de Arqueológía y Antropología de la Universidad de Pensilvania en donde se desempeña como epigrafista de la lengua maya.

## Datos biográficos
Simon Martin se inició en el campo de la investigación de la cultura maya teniendo un antecedente profesional como diseñador gráfico. Estudió en el Royal College of Art de Londres durante los años 1980s, donde completó su maestría en diseño en 1987. En este campo profesional se desempeñó hasta mediados de los años 1990s, diseñando elementos visuales para la televisión y el cine comercial.
Martin había estado interesado en la civilización maya desde su infancia. Después de un periodo de estudios independientes e investigación, Martin asistió a conferencias sobre la Mesoamérica prehispánica y a algunos talleres sobre la escritura de esta cultura. Tuvo alguna correspondencia con estudiosos del tema y viajó a Centroamérica a visitar algunos de los yacimientos arqueológicos de la región.
Al desarrollar su capacidad de lectura de los glifos mayas fue logrando reconocimiento en el medio de los epigrafistas y hacia mediados de los años 1990s, Martin comenzó a trabajar como investigador honorario asociado en el Instituto de Arqueología del University College of London.
Más tarde logró una beca de la biblioteca estadounidense Dumbarton Oaks Research Library and Collection de Washington D. C. para el año académico de 1996/97. Esta beca le permitió a Martin dedicarse profesionalmente a la investigación de la cultura maya.
En 2002 fue nombrado investigador especialista en epigrafía maya en la Universidad de Pensilvania, desde donde ha continuado sus investigaciones en los yacimientos mayas mesoamericanos, particularmente de las tierras bajas (el Petén y el sureste de México). También se ha desempeñado como consultor en varias exhibiciones de arte maya.
En los años 1990s Martin trabajó en una investigación epigráfica cuyas conclusiones desafiaron el conocimiento que se tenía de las relaciones políticas entre las ciudades-estado de las tierras bajas mayas durante el periodo clásico (medio y terminal). Los arqueólogos y los epigrafistas habían concebido a esa región maya como un mosaico de varias docenas de ciudades que controlaban, cada una, un territorio menor de manera independiente. A pesar de los conflictos bélicos que caracterizaron la región en tal época, se habían interpretado las interacciones como primordialmente locales y transitorias. Los estudios del grupo de epigrafistas en el que participó Martin y otros colegas como Nikolai Grube, tendieron a demostrar que lo que se daba en realidad era una lucha por el poder hegemónico entre dos potencias de la región: Calakmul y Tikal.